# Praha-Běchovice (nádraží)
Praha-Běchovice je železniční stanice na elektrizované trati z Prahy do Kolína a České Třebové. V jízdním řádu pro cestující je uváděna ve výpisu osobních vlaků v tabulce 011 a je také součástí Pražské integrované dopravy. Ve stanici se nachází rovněž zastávka Praha-Běchovice střed.
Stanice leží převážně v katastrálním území Běchovice, pražské zhlaví zasahuje do k.ú. Dolní Počernice a obvod Blatov do k.ú. Klánovice. Staniční budova stojí po pravé straně kolejí ve směru od Prahy v západní části Běchovic (Nová Dubeč) na adrese Českobrodská 54.

## Historie
Železniční stanice v Běchovicích byla otevřena 1. září 1845 spolu s celou tratí z Olomouce do Prahy. Byla jednou ze dvou stanic (druhou je Masarykovo nádraží), které na současném území Prahy na této trati ležely, zastávky v tomto úseku otevřeny nebyly. V době otevření byl úsek mezi Běchovicemi a Masarykovým nádražím dvoukolejný, zbylá trať jednokolejná. Běchovická stanice měla v té době pouze 3 koleje a nástupiště bylo před staniční budovou, která disponovala čekárnou a výdejnou jízdenek.
Současné rozvržení stanice pochází z 50. let 20. století, kdy byl ztrojkolejněn úsek Běchovice – Poříčany a celá trať elektrizována. Směrem Praha-Libeň nebyla tehdy stavba dokončena a v provozu byly nadále jen dvě krajní traťové koleje budoucí trojkolejky.
V letech 2006-2011 proběhla velká modernizace celé stanice a v jejím rámci byla koncem roku 2009 zprovozněna dokončená trojkolejka do Libně.

## Popis
Ve stanici jsou tři hlavní dopravní koleje. Stanice je tvořena dvěma obvody: v hlavním směru od Úval směrem do Prahy-Libně je to osobní nádraží (včetně někdejší odbočky Blatov - po začlenění do stanice šlo o jeden z obvodů stanice, později byl začleněn do osobního nádraží), jižně od hlavní trati pak paralelně leží nákladní nádraží. Vjezd z Blatova do nákladního nádraží je proveden jako přesmyk, v hantýrce zvaný Suez - kolej sudého směru vede podjezdem pod hlavními dopravními kolejemi.
Na pražském zhlaví z obvodu osobního nádraží vycházejí dvě tratě - trať do Prahy-Libně (a dále na Masarykovo a Hlavní nádraží) a nákladní trať do nádraží Praha-Malešice (zprovozněna 1939). Tato trať je součástí nákladního průtahu Prahou. Ten začíná právě zde v Běchovicích na Blatově, pokračuje zdejším nákladním nádražím a přes Malešice (s odbočkou do Hostivaře), bývalé seřaďovací nádraží Vršovice, Prahu-Krč, přes most Inteligence do stanice Praha-Radotín.
Výhybky a světelná návěstidla jsou přestavovány dálkově. Do aktivace dálkového řízení z Centrálního dispečerského pracoviště (CDP) zde sloužili dva výpravčí a jeden staniční dozorce, nyní zde slouží jeden pohotovostní výpravčí (PPV). Stanice je řízená střídavě během dne výpravčím nebo traťovým dispečerem z CDP. Výpravčí také zpravuje nákladní vlaky ve stanici.
V oblasti pražského zhlaví je stanice přemostěna estakádou Pražského okruhu.

### Osobní nádraží
Současná staniční budova pochází z 50. let 20. století a její jmenovitá poloha je km 397,001. Pro cestující jsou určena dvě nástupiště spojená se staniční budovou podchodem, který podchází také koleje z nákladního nádraží vedoucí kolem budovy. Před rekonstrukcí byla obě nástupiště ostrovní, od roku 2009 má vzdálenější nástupiště pouze jednu hranu. Prodej jízdenek zde již není.

### Nákladní nádraží
Běchovická stanice sloužila také jako seřaďovací nádraží. Část jeho kolejiště byla po jeho zrušení snesena roku 2005, ještě před modernizací trati a výstavbou 1. tranzitního koridoru Berlín - Praha - Vídeň (2006-2009). Nákladním nádražím projíždějí nákladní vlaky ve směru Úvaly — Praha-Malešice (přesmykem) a opačně a při výlukách a mimořádnostech i vlaky osobní dopravy.
Od kolínského zhlaví vedla z nákladového kolejiště paralelně s vjezdovou kolejí, pod mostem „Suez“ (ten má i po modernizaci stanice zachován profil na dvě koleje) a následně úvratí přibližně 2 kilometry dlouhá vlečka do výzkumných ústavů Praha-Běchovice. Tato vlečka byla snesena, její pozůstatky jsou ale patrné: u zrušených přejezdů v ulicích Mladých Běchovic a Podnikatelská stojí drážní lampy, na přejezdu s ulicí Podnikatelská je kolej přelita asfaltem a v asfaltu jsou zachovány úseky vlečky i v areálu výzkumných ústavů.

### Vodárenská věž

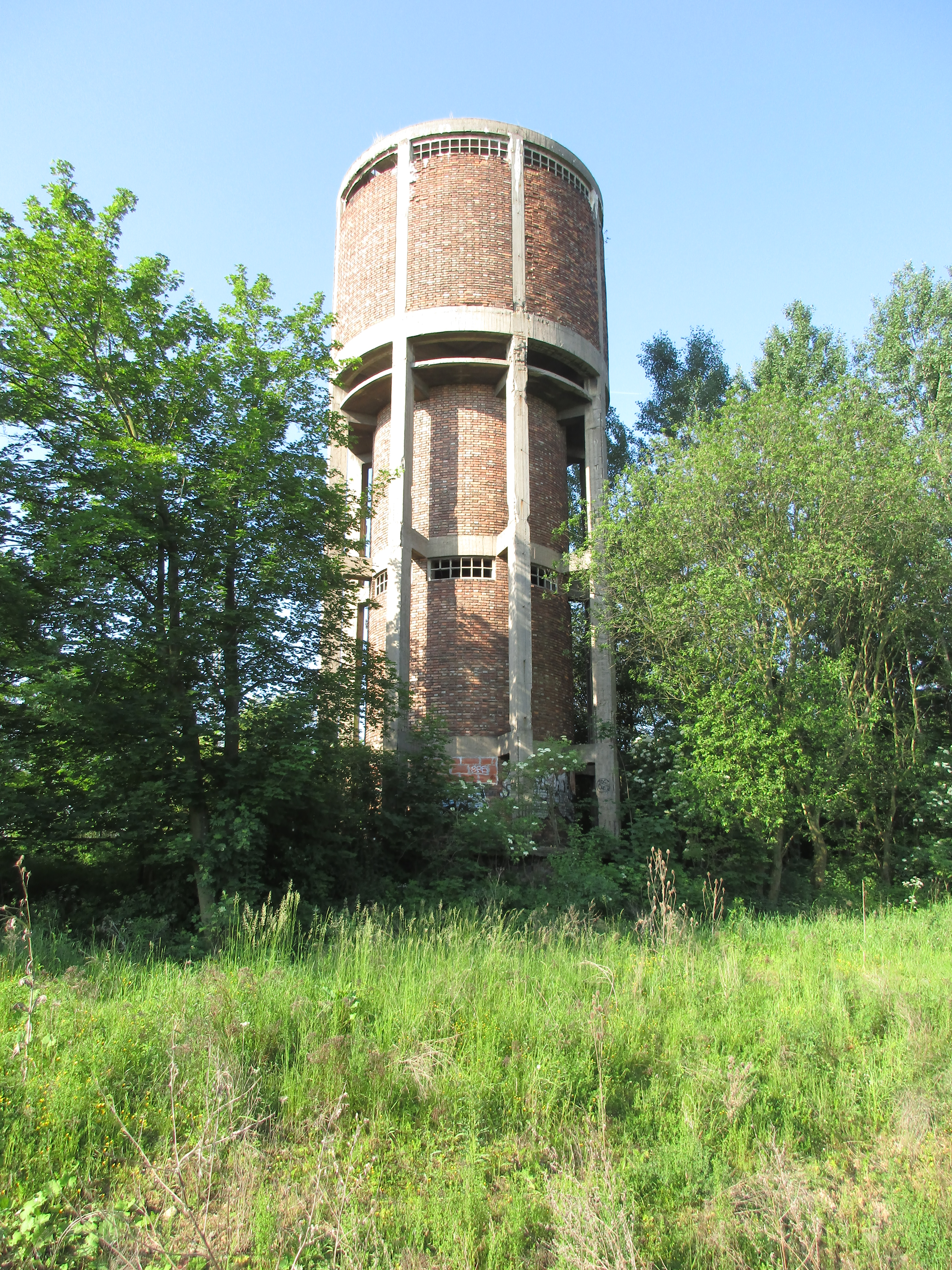
Drážní vodojem Běchovice

Drážní vodojem byl postaven roku 1937 jako náhrada za původní vodojem. Ten byl součástí stanice od jejího zprovoznění roku 1845 a zbořen byl až roku 1951 při výstavbě třetí koleje, později snesené. Voda z nádrže napájela lokomotivy užitkovou vodou z blatovského potoka až do ukončení parního provozu na trati.
Vodní věž je tvořena čtyřpodlažním válcovým železobetonovým skeletem, který má nejvyšší podlaží vyzděné červenými neomítnutými cihlami. Toto podlaží sloužilo pro umístění nádrže. Nižší patra jsou uvnitř otevřeného skeletu a jsou také vyzděna červenými neomítnutými cihlami. Uvnitř je válcový dřík pro schodiště a vynášecí a zásobní potrubí. Jednotlivá podlaží prosvětlují skleněné tvárnice umístěné v jejich horních částech.
Autorem projektu je Projekční kancelář ČSD a architektem pravděpodobně Josef Danda.

## Železniční nehoda
Tragická nehoda se stala 15. října 1965 po sedmé hodině ranní u stanice na pražském zhlaví, kde se osobní vlak v mlze srazil s posunující elektrickou lokomotivou. Při nehodě zemřeli 2 lidé a další byli zraněni.